# Felicysym
Felicysym – imię męskie pochodzenia łacińskiego. Nosił je św. Felicysym z Perugii.
Felicysym imieniny obchodzi 6 sierpnia i 26 października.